# Podział administracyjny Kostaryki
Podział administracyjny Kostaryki istnieje w obecnej formie, poza niewielkimi korektami, od początku XX wieku. Obejmuje on 7 prowincji, które dalej dzielą się na kantony i dystrykty.

## Prowincje Kostaryki i ich stolice
1. Alajuela — Alajuela
2. Cartago — Cartago
3. Guanacaste — Liberia
4. Heredia — Heredia
5. Limón — Limón
6. Puntarenas — Puntarenas
7. San José — San José